# Johan Mathias von Engeström
Johan Mathias von Engeström, född 1776, död 1828, var en svensk häradshövding, son till lagmannen Jonas von Engeström (1737–1807) och Hedvig Maria Ihre (1746–1798), dotter till professorn, Rector Magnificus Johan Ihre den äldre (1707–1780) och Sara Charlotta Brauner (1714–1758). Från 1816 var han ägare av Sandbro säteri i Björklinge socken, Uppsala kommun. von Engeström gifte sig på Sandbro säteri år 1803 med Brita Cristina Wallenstråle (1778–1843).
von Engeström vilar i sarkofag nummer 10 i Närlinge gravkor i Björklinge kyrka, där även hustrun vilar.

## Barn
- Jonas Fredrik Mathias von Engeström, kammarjunkare (död 1866), far till Nina von Engeström
- Lars August von Engeström, vice häradshövding (död 1857), far till Johan von Engeström